# Ceratophrys testudo
Ceratophrys testudo é uma espécie de anfíbio  da família Ceratophryidae.
É endémica do Equador.
Os seus habitats naturais são: regiões subtropicais ou tropicais húmidas de alta altitude e marismas intermitentes de água doce.